# Роза Лимская
Роза Лимская (исп. Rosa de Lima, при рождении Исабель Флорес де Олива, исп. Isabel Flores y de Oliva; 20 апреля 1586, Лима, Испанская империя — 24 августа 1617, Лима) — первая католическая святая Латинской Америки, доминиканская терциарка, покровительница Перу и всей Южной Америки. Известна как своей жизнью в суровом покаянии, так и своей заботой о бедняках родного города.

## Биография
Роза родилась в Лиме, в многодетной семье, при крещении получила имя Исабель Флорес де Олива. Её отец, Гаспар Флорес, был испанским солдатом. Крещена была лично архиепископом Лимы Тирибиусом де Монгровехо. Из-за её красоты родные и близкие с детства стали называть её Розой. После того как многие стали восхищаться её красотой обрила голову, чем вызвала недовольство родителей которые рассчитывали выдать её замуж, после чего Роза обожгла себе лицо перцем и щёлоком. В подражание Екатерине Сиенской вела аскетичный образ жизни, постилась и подолгу молилась.
Постоянно молясь и посещая церковные службы Роза решила принять обет безбрачия и посвятить свою жизнь Богу. Она занялась благотворительностью, помогала больным, голодным и беднякам. Она занялась рукоделием и стала выращивать цветы, а вырученные средства направляла на благотворительность, помогая в том числе и своей семье. 
Днём она работала, а большую часть ночи проводила в молитве, уединяясь в специально построенном для этого гроте. Она позволяла себе спать не более двух часов в сутки, чтобы отводить больше времени для молитв. В остальном она стала затворницей, выходя из своей комнаты только для визитов в церковь. В дополнение к посту она взяла на себя постоянное воздержание от употребления мяса. В подражание Терновому венцу, который носил Христос, она надевала тяжелую корону из серебра с небольшими шипами внутри. 
В возрасте двадцати лет она присоединилась к Третьему ордену доминиканцев.
Согласно церковному преданию предсказала дату и обстоятельства своей смерти и скончалась после продолжительной болезни 24 августа 1617 года в возрасте 31 года. Вокруг её кончины, как и жизни, ходили легенды — например, что она исцелила прокажённого, и что во время её смерти в Лиме стоял запах роз, которые также начали падать с неба. На её похоронах присутствовала вся высшая светская и духовная знать города Лима. Похоронена в крипте храма при монастыре Святого Доминика в Лиме.

## Прославление
Сразу после смерти начался процесс причисления Розы к лику святых. Католической церковью упоминается множество чудес последовавших после её кончины. Беатифицирована 15 апреля 1668 года Папой Климентом IX, канонизирована 12 апреля 1671 года Папой Климентом X. Святая Роза Лимская стала первым человеком из западного полушария, причисленным к лику святых Римско-католической церковью.
День почитания святой был установлен на 30 августа, поскольку в день её смерти 24 августа Католическая церковь отмечает день апостола Варфоломея, а 30 августа оказалось ближайшим днём, не занятым каким-либо значительным святым. После проведённой Павлом VI реформы день празднования святой Розы был установлен на 23 августа. Но в тех странах, где день святой Розы был выходным в её честь, например, в Перу, день празднования 30 августа остался неизменным.

## Память
Особо почитается в Латинской Америке, в её честь построено большое количество церквей. Также в её честь получил название один из самых распространённых топонимов Латинской Америки Санта-Роза.
Считается покровительницей вышивки, садоводства и выращивания цветов. Как святая, Роза Лимская была назначена покровительницей Филиппин вместе с Пуденцианой; обе святые были переведены во второклассное покровительство в сентябре 1942 года Папой Пием XII, но Роза остается главной покровительницей своих родных Лимы и Перу, всей Латинской Америки и коренных народов Нового Света. 
Изображение святой Розы помещено на банкноту Перу самого крупного номинала 200 солей.